# Дернов (село)
Дернов (укр. Дернів) — село в Каменка-Бугской городской общине Львовского района Львовской области Украины.

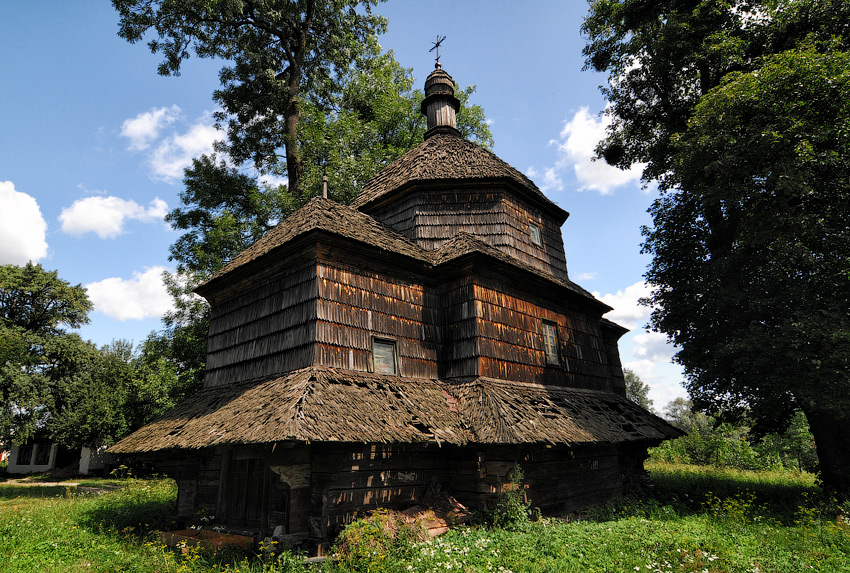
Церковь Святого Никиты

Население по переписи 2001 года составляло 800 человек. Занимает площадь 2,05 км². Почтовый индекс — 80430. Телефонный код — 3254.
В селе расположена деревянная церковь Святого Никиты, 1606 года постройки.